# Geranomyia yunquensis
Geranomyia yunquensis är en tvåvingeart som först beskrevs av Alexander 1957.  Geranomyia yunquensis ingår i släktet Geranomyia och familjen småharkrankar.
Artens utbredningsområde är Puerto Rico. Inga underarter finns listade i Catalogue of Life.